# Брагуни
Брагуни (рос. Брагуны) — село у Гудермеському районі Чечні Російської Федерації.
Населення становить 3635 осіб (2019). Входить до складу муніципального утворення Брагунське сільське поселення.

## Історія
Згідно із законом від 27 лютого 2009 року органом місцевого самоврядування є Брагунське сільське поселення.

## Населення
| 1990  | 2002  | 2010  | 2012  | 2013  | 2014  | 2015  |
| ----- | ----- | ----- | ----- | ----- | ----- | ----- |
| 2376  | ↗2896 | ↗3304 | ↗3410 | ↗3485 | ↗3524 | ↗3556 |
| 2016  | 2017  | 2018  | 2019  |       |       |       |
| ↗3586 | ↗3651 | ↗3667 | ↘3635 |       |       |       |